# Michael Lansing
Michael Lansing (Randolph, Estados Unidos, 13 de junio de 1994) es un futbolista estadounidense. Juega de guardameta y su equipo es el Kristiansund BK de la Eliteserien.

## Trayectoria
Es hijo de Rick y Carol Lansing, tiene dos hermanas, Marisa y Elizabeth. Su tío y su abuelo también asistieron a Bucknell.
En 2014 fue campeón con New York Red Bulls U23 de la NPSL.

## Clubes
| Club             | País           | Año       |
| ---------------- | -------------- | --------- |
| Bucknell Bison   | Estados Unidos | 2012-2015 |
| NY Red Bulls U23 | Estados Unidos | 2014-2016 |
| Vejle Boldklub   | Dinamarca      | 2016-2017 |
| Aalborg BK       | Dinamarca      | 2017-2019 |
| AC Horsens       | Dinamarca      | 2019-2020 |
| Aalesund FK      | Noruega        | 2021-2023 |
| Kristiansund BK  | Noruega        | 2024-     |